# Ekspedycja 31
Ekspedycja 31 – stała załoga Międzynarodowej Stacji Kosmicznej, która sprawowała swoją misję od 27 kwietnia do 1 lipca 2012 roku. Ekspedycja 31 rozpoczęła się wraz z odłączeniem od stacji statku Sojuz TMA-22 i trwała do odcumowania od ISS statku Sojuz TMA-03M.

## Załoga
Astronauci Oleg Kononienko, André Kuipers i Donald Pettit przybyli na ISS 23 grudnia 2011 roku na pokładzie Sojuza TMA-03M i weszli w skład Ekspedycji 30. Po odłączeniu od stacji Sojuza TMA-22 stali się oni członkami 31. stałej załogi ISS. Początkowo znajdowali się oni na stacji jedynie w trójkę. Dopiero 17 maja 2012 roku dołączyli do nich Joseph Acaba, Giennadij Padałka i Siergiej Rewin, którzy przybyli na pokładzie Sojuza TMA-04M.
Gdy 1 lipca 2012 roku Sojuz TMA-03M odłączył się od stacji z Kononienką, Kuipersem i Pettitem na pokładzie, zakończyła się misja Ekspedycji 31. Jednocześnie kosmonauci Acaba, Padałka i Rewin przeszli w skład 32. stałej załogi ISS.
| Funkcja              | Pierwsza część (27.04-17.05.2012)           | Druga część (17.05-01.07.2012)                |
| -------------------- | ------------------------------------------- | --------------------------------------------- |
| Dowódca              | Oleg Kononienko, Roskosmos 2. lot kosmiczny | Oleg Kononienko, Roskosmos 2. lot kosmiczny   |
| Inżynier pokładowy 1 | André Kuipers, ESA 2. lot kosmiczny         | André Kuipers, ESA 2. lot kosmiczny           |
| Inżynier pokładowy 2 | Donald Pettit, NASA 3. lot kosmiczny        | Donald Pettit, NASA 3. lot kosmiczny          |
| Inżynier pokładowy 3 |                                             | Joseph Acaba, NASA 2. lot kosmiczny           |
| Inżynier pokładowy 4 |                                             | Giennadij Padałka, Roskosmos 4. lot kosmiczny |
| Inżynier pokładowy 5 |                                             | Siergiej Rewin, Roskosmos 1. lot kosmiczny    |

## Galeria

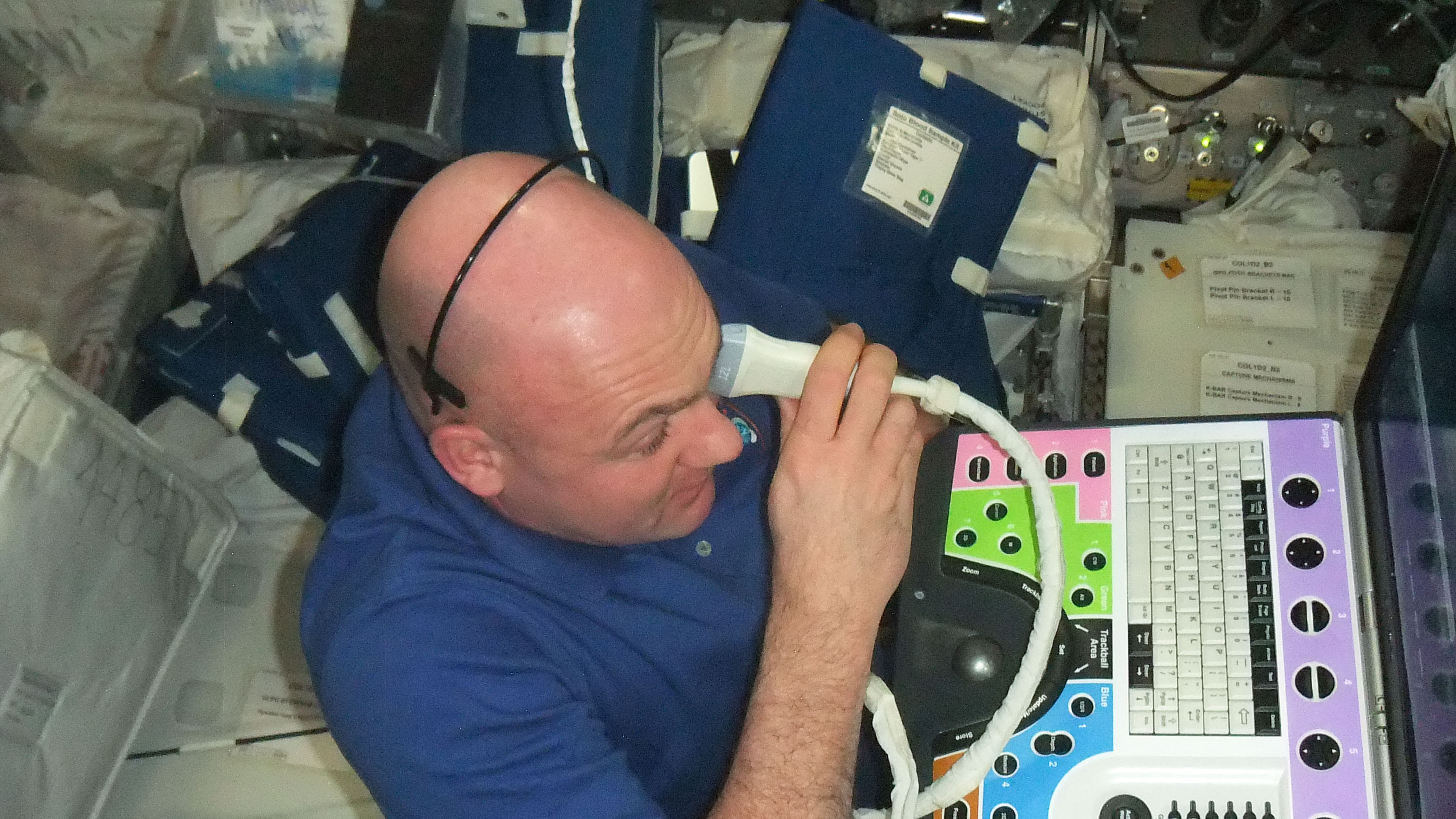
André Kuipers podczas eksperymentu naukowego w module Columbus
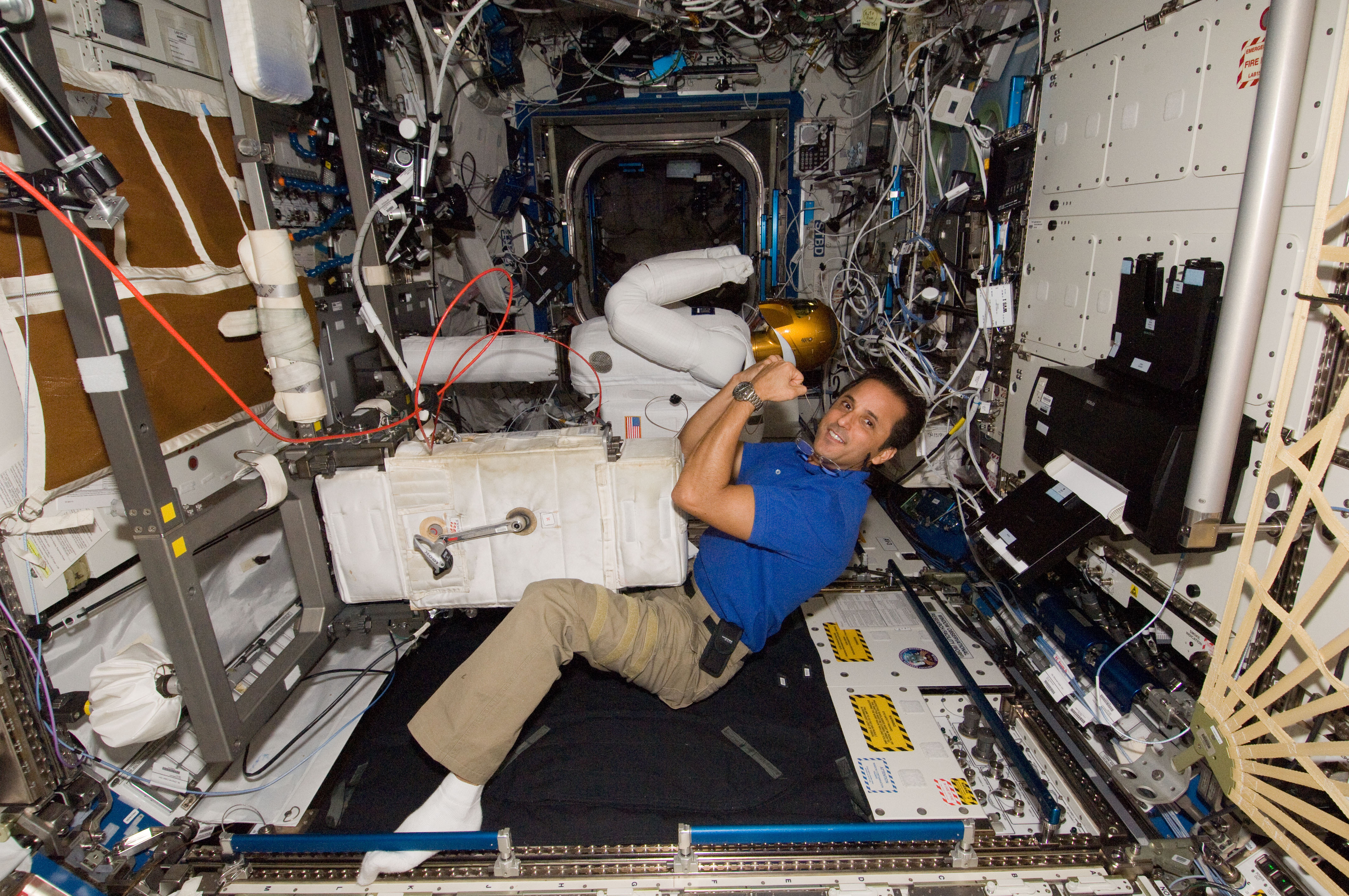
Joseph Acaba podczas prac przy Robonaucie 2 w module Destiny
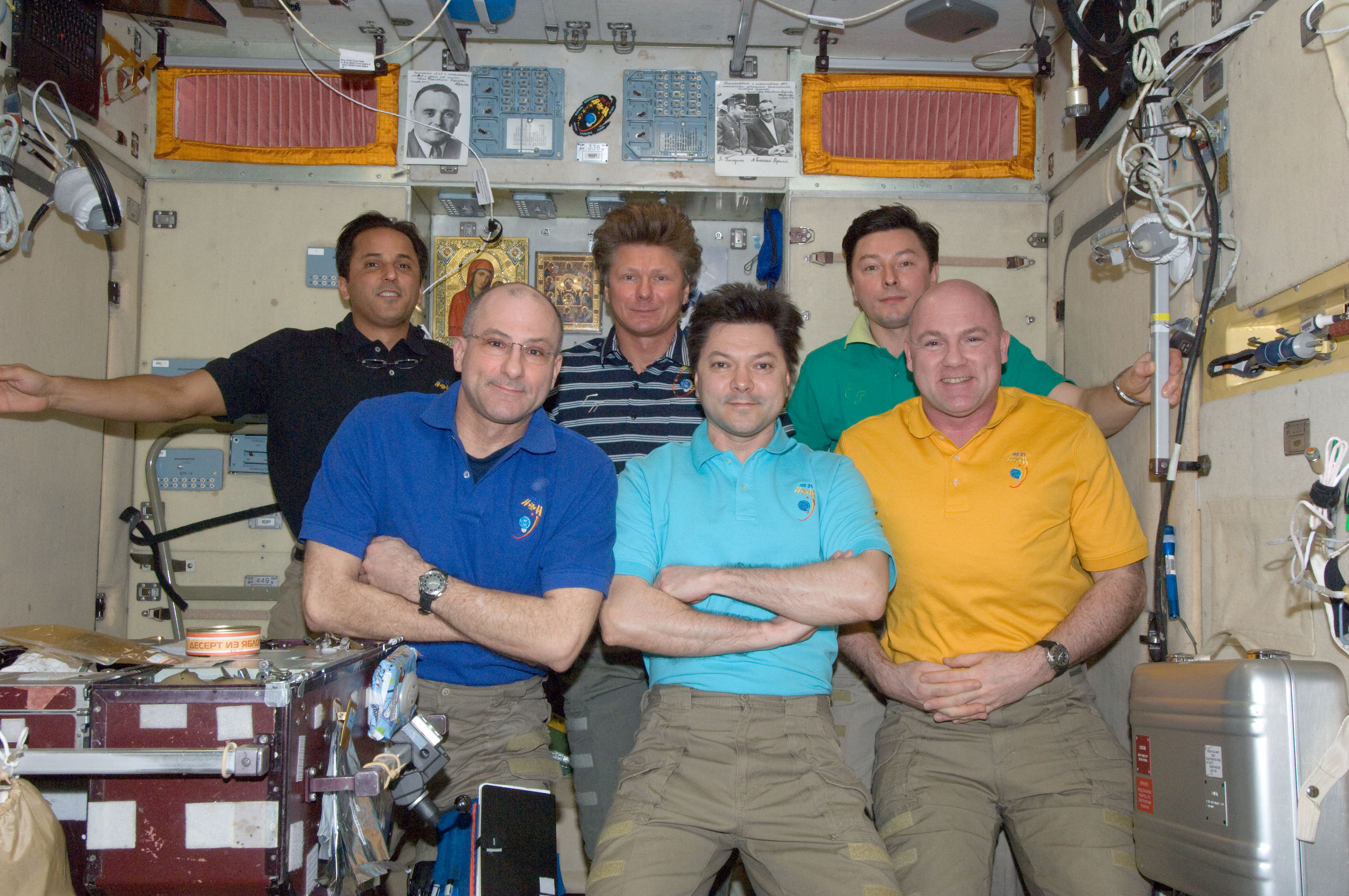
Załoga Ekspedycji 31 w module Zwiezda
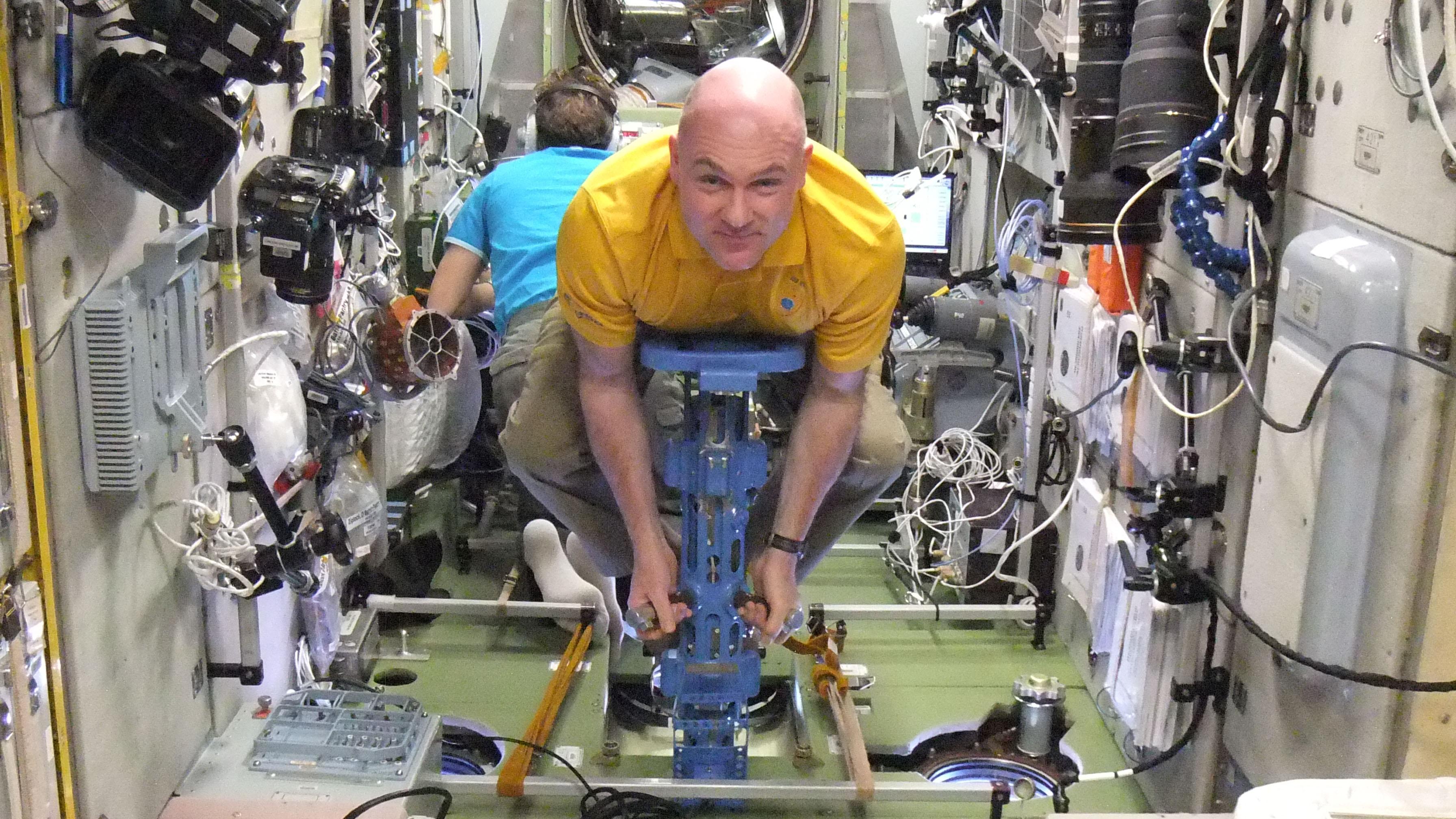
André Kuipers podczas pomiaru masy ciała w module Zwiezda